# 西達沃省

西達沃省

西達沃省（英語：Davao Occidental），是一個位於菲律賓民答那峨島的省份，在2013年10月28日成立。首府為馬利塔市。
根據地圖顯示的方位，其位於民答那峨島的南部，向北的位置為南達沃省；向西的位置為薩蘭加尼省；向東的位置為菲律賓海；向南的位置則是面對西里伯斯海。

## 簡介
- 隸屬地區：達沃區
- 時區：GMT+8
- 使用語言：英語、宿霧語、他加祿語
- 人口：293,780人[1]
- 面積：2,163.45平方公里